# Lappenkameleon
De lappenkameleon (Chamaeleo dilepis) is een hagedis uit de familie kameleons (Chamaeleonidae).

## Naam en indeling
Een andere Nederlandstalige benaming is flapnekkameleon. De wetenschappelijke naam van de soort werd voor het eerst voorgesteld door William Elford Leach in 1819. Later werd de wetenschappelijke naam Chamaeleo bilobus gebruikt.

### Ondersoorten
De soort wordt verdeeld in acht ondersoorten die onderstaand zijn weergegeven, met de auteur en het verspreidingsgebied.
| Naam                          | Auteur          | Verspreidingsgebied |
| ----------------------------- | --------------- | --- |
| Chamaeleo dilepis dilepis     | Leach, 1819     | Overige delen van het verspreidingsgebied |
| Chamaeleo dilepis idjwiensis  | Loveridge, 1942 | Congo-Kinshasa, Burundi, Rwanda, Oeganda |
| Chamaeleo dilepis isabellinus | Günther, 1893   | Malawi |
| Chamaeleo dilepis martensi    | Mertens, 1964   | Tanzania (Pemba) |
| Chamaeleo dilepis petersii    | Gray, 1865      | Malawi, Mozambique |
| Chamaeleo dilepis quilensis   | Bocage, 1866    | Congo-Kinshasa, Congo-Brazzaville, Angola, Kameroen, Equatoriaal-Guinea, Gabon, Kenia, Malawi, Namibië, Nigeria, Zuid-Afrika, Somalië, Tanzania, Oeganda, Zambia, Mozambique, Zimbabwe |
| Chamaeleo dilepis roperi      | Boulenger, 1890 | Angola, Congo-Kinshasa, Kenia, Oeganda, Tanzania |
| Chamaeleo dilepis ruspolii    | Boettger, 1893  | Ethiopië, Somalië |

## Uiterlijke kenmerken

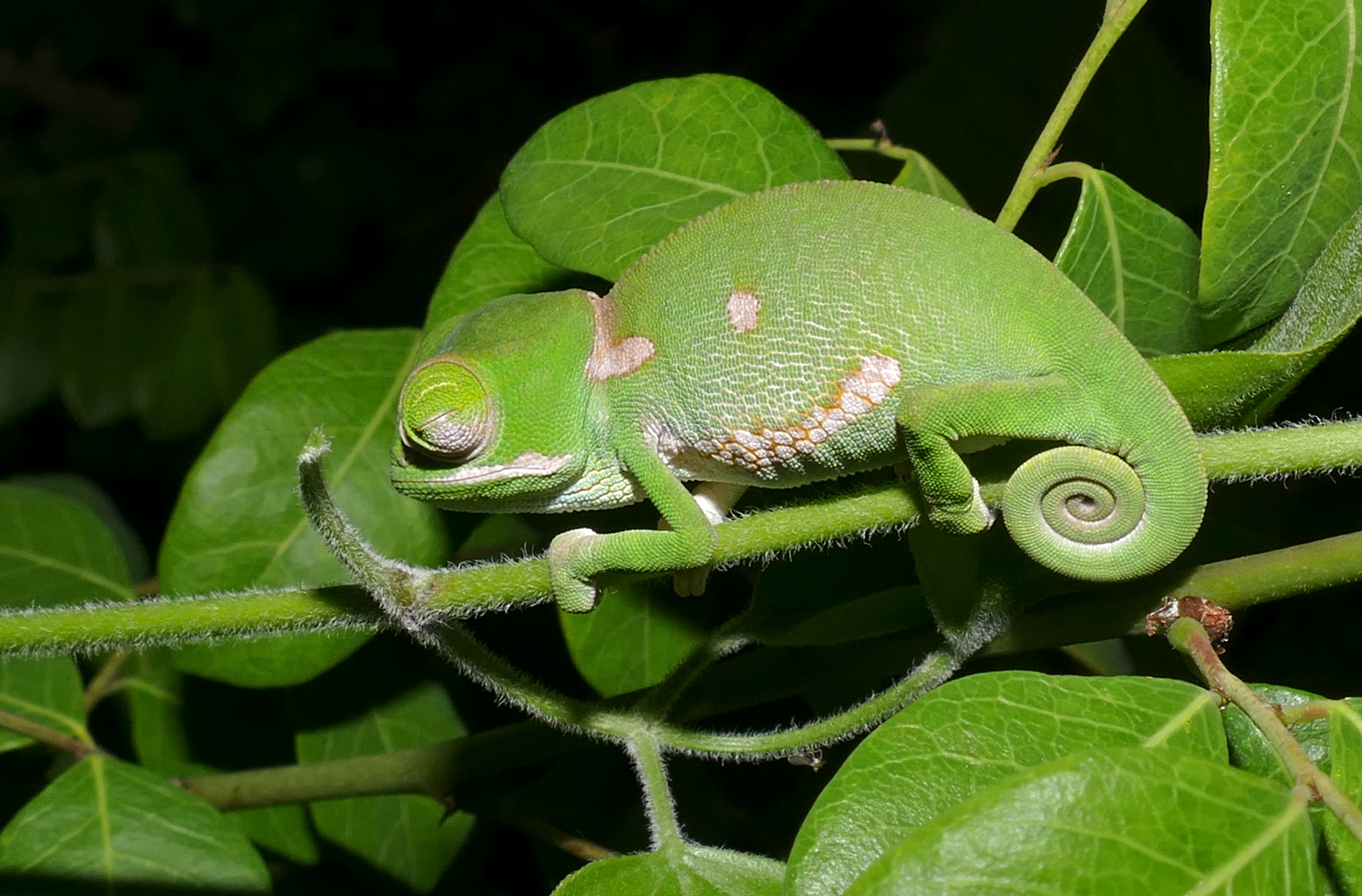
Een slapend juveniel exemplaar, Zuid-Afrika.

De lappenkameleon is een middelgrote soort, een vrouwtje kan tot 45 centimeter lang worden. Het mannetje blijft meestal kleiner en bereikt een lichaamslengte tot ongeveer 35 centimeter. Bij veel andere soorten kameleons worden de juist mannetjes groter. De lappenkameleon heeft een normale oorkwab, rugkam en geen hoorns, maar wel een keelzak die wordt gebruikt bij de balts en voor de verdediging; als de keelzak wordt opgeblazen komt de gele of feloranje kleur tevoorschijn, die in de normale toestand niet te zien is door de grote schubben. Achter de kop zijn aan weerszijden huidflappen gelegen die kunnen worden opgezet als het dier geïrriteerd raakt. Als een mannetje een concurrent tegenkomt wordt meestal het flapje aan de zijde van de naderende soortgenoot opgezet om deze af te schrikken.
De lappenkameleon kent een scala aan kleurvariaties, de lichaamskleur is meestal groen met drie of vier grote lichte of juist donkere vlekken. Dit is afhankelijk van de gemoedstoestand van het dier en de daarmee samenhangende basiskleur. Soms zijn de vlekken breder en lijken het eerder vertebrale strepen of kleiner en lijkt het op een nettekening. Als de kameleon tussen de bladeren zit is de lichaamskleur groen maar als het zich tussen de takken bevindt neemt het lichaam een bruine kleur aan. Een boze lappenkameleon kan een bijna zwarte kleur aannemen. Een slapend exemplaar heeft een geelachtige kleur en valt daardoor 's nachts goed op als men met een zaklamp door het bos loopt.
De mannetjes hebben een stekelachtige structuur aan de achterzijde van iedere achterpoot, die de spoor wordt genoemd. De functie hiervan is onduidelijk. Daarnaast hebben de mannetjes een verdikte staartbasis.

## Levenswijze

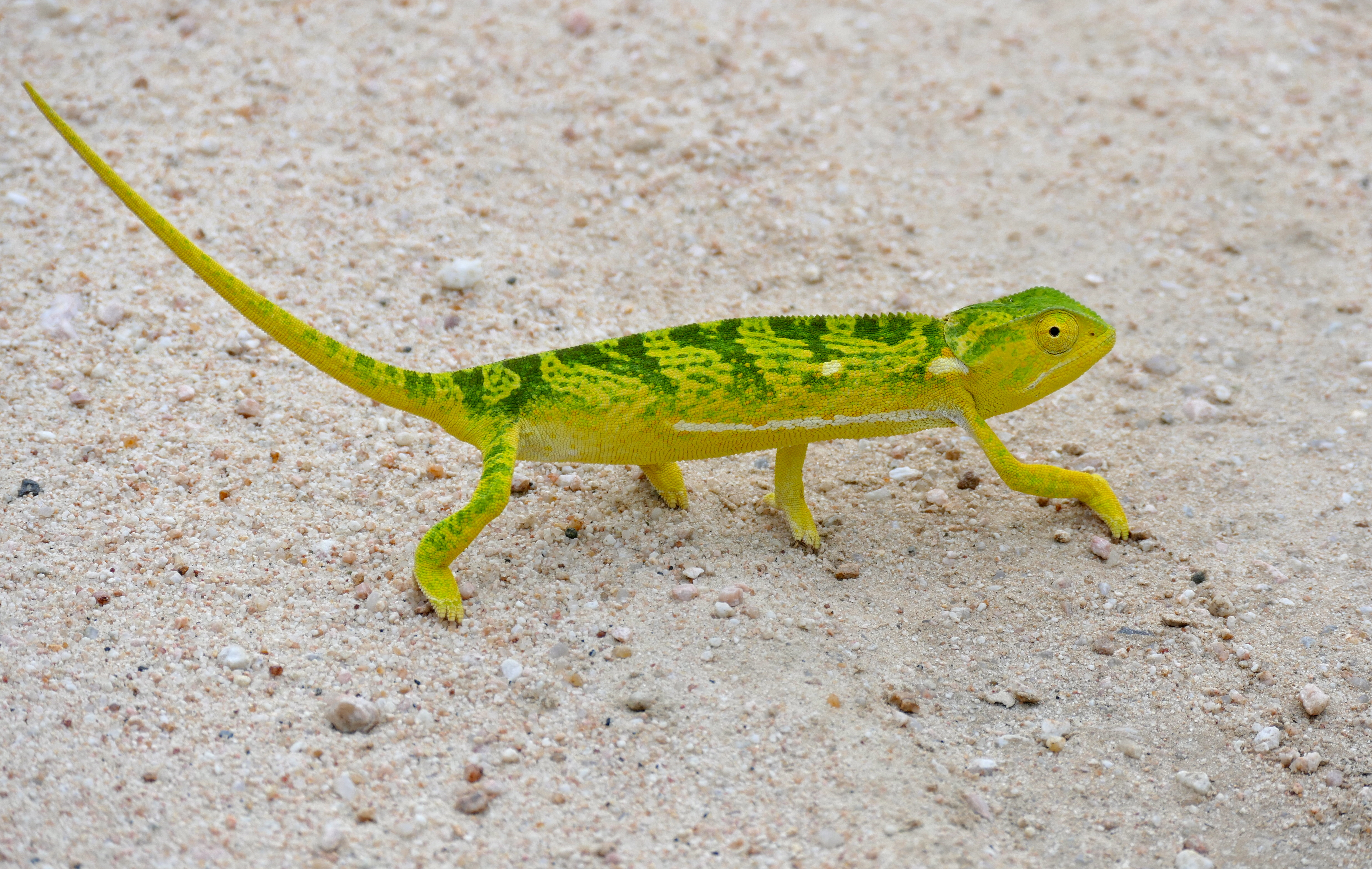
De kameleon komt vaak op de bodem om te zoeken naar een ander leefgebied.

De lappenkameleon is een boombewonende soort die echter regelmatig op de bodem te vinden is op zoek naar voedsel. Het dier staat bekend als erg agressief en schroomt niet om mensen te bijten.
Het voedsel bestaat uit insecten en andere ongewervelden, vooral sprinkhanen en kevers. Grotere exemplaren eten daarnaast ook gewervelde dieren zoals andere hagedissen inclusief andere kameleons. Vijanden van de kameleon zijn voornamelijk roofvogels, rovende zoogdieren en slangen. Voorbeelden van slangen die op het dier jagen zijn de toornslangachtigen boomslang (Dispholidus typus) en de soort Thelotornis kirtlandi.
De paring vindt plaats van november tot december, de draagtijd van de vrouwtjes is ongeveer vier maanden. De vrouwtjes zijn eierleggend en zetten ongeveer dertig tot veertig eieren af in de bodem. De eieren worden in een hol gedeponeerd dat wordt afgedekt met plantaardig materiaal zoals takjes en bladeren. Ze komen binnen een jaar uit en de jongen doen er ongeveer even zo lang over om de volwassenheid te bereiken.

## Verspreiding en habitat
De lappenkameleon komt voor in het grootste deel van Afrika maar ontbreekt in landen ten noorden en westen van Nigeria. De hagedis leeft in del landen Congo-Kinshasa, Congo-Brazzaville, Angola, Kameroen, Equatoriaal-Guinea, Gabon, Kenia, Malawi, Namibië, Nigeria, Zuid-Afrika, Swaziland, Botswana, Somalië, Tanzania, Oeganda, Zambia, Burundi, Mozambique, Ethiopië, Zimbabwe. Mogelijk komt de soort ook voor in de Centraal-Afrikaanse Republiek. Het is hiermee een van de wijdst verbreide soorten kameleons ter wereld.
De habitat bestaat voornamelijk uit vochtige en droge tropische en subtropische bossen, vochtige en droge tropische en subtropische scrublands, droge en vochtige savannen, droge graslanden en soms worden de dieren in tuinen gevonden. De soort is aangetroffen van zeeniveau tot op een hoogte van ongeveer 2600 meter boven zeeniveau.

## Beschermingsstatus
Door de internationale natuurbeschermingsorganisatie IUCN is de beschermingsstatus 'veilig' toegewezen (Least Concern of LC).